# Снодграсс, Роберт
Ро́берт Сно́дграсс (англ. Robert Snodgrass; 7 сентября 1987, Глазго) — шотландский футболист, полузащитник.

## Ранние годы
Роберт родился в Глазго и стал пятым ребёнком в семье. В детстве он мог оказаться в школах футбольных клубов «Селтик» и «Клайд», но чувствовал, что ему будет тяжело пробиться в основные команды этих команд, и решил, что будет заниматься в школе «Ливингстона».

## Клубная карьера

### «Ливингстон»
Снодграсс начал выступать за основной состав «Ливингстона» в 2004 году, когда «львы» выступали в шотландской Премьер-лиге. После первых двух сезонов в команде Робертом заинтересовались известные клубы, а именно испанская «Барселона» и английский «Блэкберн Роверс», но футболист предпочел остаться в Шотландии. В сезоне 2006/07 Снодграсс сломал плюсну и выбыл из строя на некоторый срок. После восстановления от травмы 30 января 2007 года он отправился в аренду в клуб «Стерлинг Альбион». После яркого выступления Роберта в сезоне 2007/08 в «Ливингстоне», в котором он забил 10 мячей в 31 матче, ему был предложен новый контракт, но футболист отказался от продления действующего соглашения и вскоре подписал контракт с клубом «Лидс Юнайтед».

### «Лидс Юнайтед»

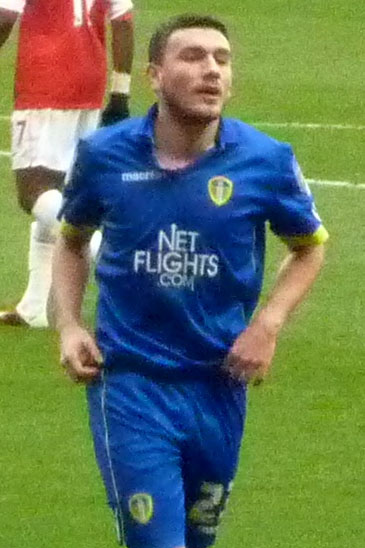
Снодграсс в составе «Лидс Юнайтед»

#### Сезон 2008/09
Роберт дебютировал за «Лидс» в матче со «Сканторп Юнайтед». Свой первый мяч за команду забил в матче Кубка лиги с «Честер Сити». Всего в первом сезоне за «белых» Снодграсс забил 11 голов и отдал 19 результативных передач.

#### Сезон 2009/10
Накануне сезона футболист подписал новый четырёхлетний контракт с клубом. Сезон начал не так живо, как завершил предыдущий, но вскоре вернулся на прошлогодний уровень и начал забивать и отдавать результативные передачи. По итогам сезона «Лидс» со второго места вышел в Чемпионшип, а Роберт попал в сборную Первой лиги. Всего в этом сезоне Снодграсс забил 10 мячей и отдал 14 голевых передач.

#### Сезон 2010/11
27 июля 2010 года в товарищеском матче с норвежской командой «Бранн» Роберт получил травму колена. Он полностью восстановился в начале сентября, а 17 сентября уже принял участие в матче первого тура Чемпионшипа с «Донкастером», выйдя на замену на 65-й минуте игры. Ближе к концу осени Снодграсс снова набрал отличную форму, постоянно выходя в стартовом составе и периодически забивая. 8 января 2011 года, когда «белые» играли в Кубке лиги с лондонским «Арсеналом», Роберт открыл счёт в матче, в начале второго тайма. Этот гол мог бы оказаться победным для «Лидса», если бы Сеск Фабрегас не забил с пенальти ответный мяч на 90 минуте игры. В январе Снодграсс стал игроком месяца в Чемпионшипе. Выдающаяся игра футболиста привлекла внимание некоторых клубов Премьер-лиги, но 14 февраля Роберт заявил, что намерен остаться в команде Саймона Грейсона. В феврале игрок снова стал футболистом месяца в Чемпионшипе. В марте Снодграсс был признан лучшим игроком «Лидса» с момента вылета команды из АПЛ в 2003 году. Весной сообщалось об интересе к футболисту со стороны «Ньюкасла» и «Манчестер Сити». 3 июня 2011 года «белые» отвергли предложение «Норвича», которые предлагали за футболиста 3,5 млн фунтов.

#### Сезон 2011/12
В июне «Лидс» установил окончательную цену на футболиста — £ 8 млн. Первый гол в сезоне забил в третьем туре Чемпионшипа, когда команда играла с «Халлом». Всего в 43 проведённых в сезоне матчах, забил в ворота соперников 13 мячей.

### «Норвич Сити»
27 июля 2012 года официальный сайт «Лидса» объявил о переходе Роберта в «Норвич Сити», который заключил с клубом трёхлетний контракт. Дебютировал за клуб 18 августа в матче Премьер-лиги с «Фулхэмом» (0:5).

### «Халл Сити»
30 июня 2014 года Снодграсс заключил трёхлетний контракт с «Халл Сити». Сумма сделки была оценена в 6 млн фунтов стерлингов. В августе 2014 года в матче с «Куинз Парк Рейнджерс» Роберт пропустил смещение коленной чашки и шестнадцать месяцев провёл на лечении. Он вернулся в строй в следующем сезоне, когда «Халл» выступал уже в Чемпионшипе, и помог команде вернуться в Премьер-лигу в первом же сезоне. Сезон 2016/17 Снодграсс начал на высоком уровне, забив победный гол в матче первого тура против «Лестер Сити». «Халл» воспользовался опцией в контракте игрока и продлил соглашение с ним до конца сезона 2017/18.

### «Вест Хэм Юнайтед»
27 января 2017 года Снодграсс за 10,2 млн фунтов стерлингов перешёл в «Вест Хэм Юнайтед». Его личный контракт был рассчитан на три с половиной года. На игрока также претендовали «Бернли» и «Мидлсбро».
В августе 2017 года тренер «Вест Хэм Юнайтед» Славен Билич предложил Снодграссу уйти из команды либо на постоянной основе, либо в аренду. СМИ сообщали об заинтересованности «Сандерланда» в приобретении футболиста.

#### Аренда в «Астон Вилле»
26 августа 2017 года перешёл на правах аренды в бирмингемскую «Астон Виллу», которая в то время выступала в Чемпионшипе. Дебютировал за команду 9 сентября 2017 года в матче против «Брентфорда», когда на 60-й минуте вышел на поле вместо Кинана Дэвиса. Свой первый гол забил 26 сентября 2017 года в ворота «Бертона», в том же матче Снодграсс отдал результативную передачу на Альберта Адома. В общей сложности Роберт сыграл 43 матча, отдал 14 ассистов, а также забил 7 голов за «Астон Виллу», что помогло ей занять 4 место в чемпионате.

#### Возвращение в «Вест Хэм Юнайтед»
С приходом Мануэля Пеллегрини летом 2018 года Роберт возвращается в Лондон. Первый гол после возвращения из аренды Роберт забивает в матче Кубка лиги против «Маклсфилда», в том матче «Вест Хэм» выиграл со счётом 8:0, а на счету шотландца оказались два забитых гола и два отданных ассиста. Первый гол в Премьер лиге после возвращения в Лондон Снодграсс забивает в ворота «Кристал Пэлас», а его команда выигрывает со счётом 3:2. 16 апреля был дисквалифицирован на один матч по причине неподобающего поведения по отношению к допинг-офицеру, посетившему базу его клуба.
Сезон 2019/20 для игрока, как и для команды в целом, ровно как и год назад, начался неудачно — 10 августа 2019 года было крупное поражение дома от «Манчестер Сити» 0:5, в том матче Снодграсс вышел на 57-й минуте, заменив Уилшира.

### «Вест Бромвич Альбион»
8 января 2021 года Роберт Снодграсс перешел в «Вест Бромвич Альбион».
31 января 2022 года было объявлено, что Снодграсс покинул клуб по обоюдному согласию.

### «Лутон Таун»
В феврале 2022 года Снодграсс подписал контракт с клубом «Лутон Таун» до конца сезона.

### «Харт оф Мидлотиан»
6 сентября 2022 года Снодграсс подписал однолетний контракт с клубом шотландской премьер-лиги «Харт оф Мидлотиан».

## Международная карьера

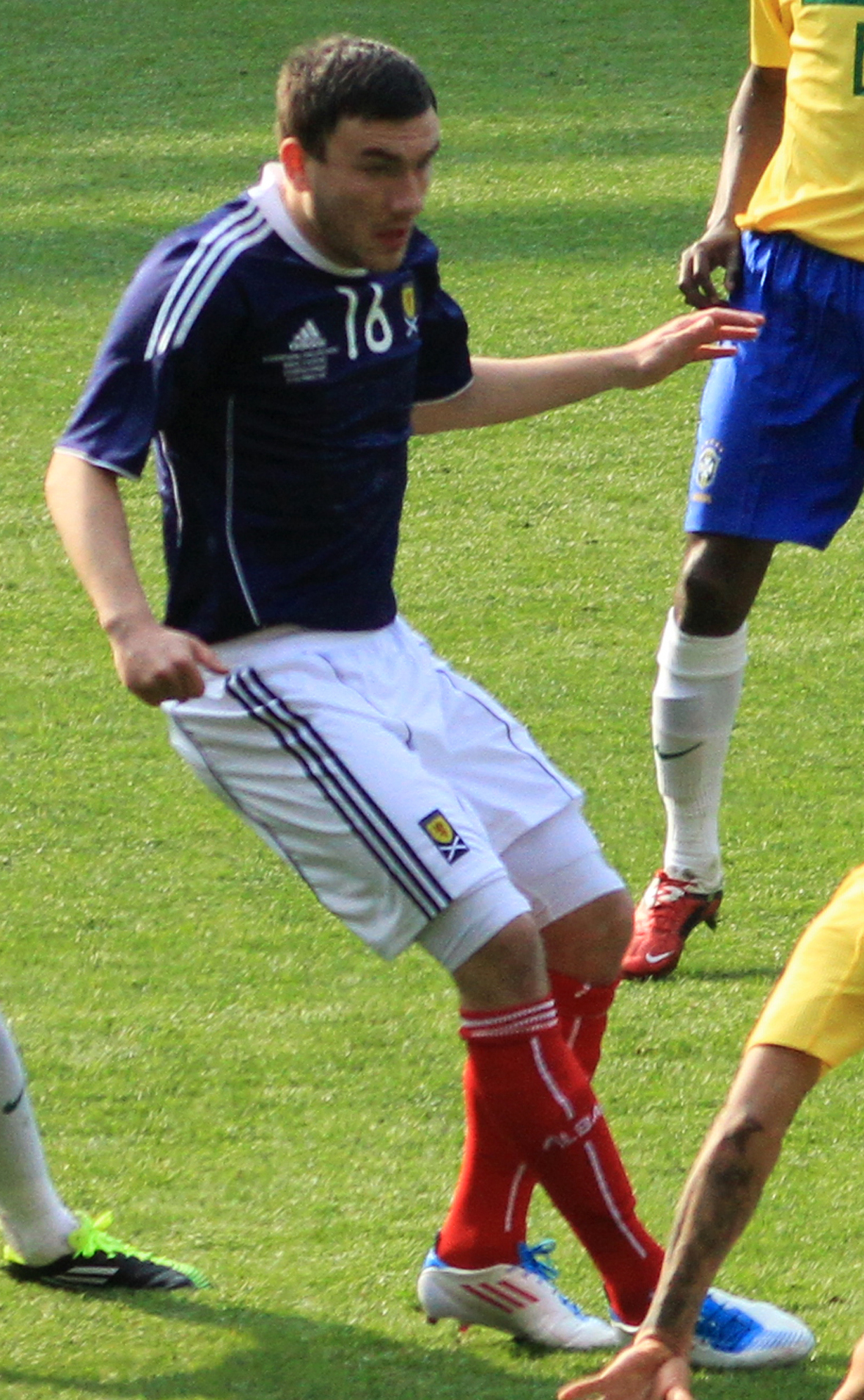
Снодграсс в сборной Шотландии

Роберт выступал за сборные Шотландии до 20 лет и до 21 года. За первую сборную страны он дебютировал в октябре 2009 года в товарищеском матче со сборной Японии. Первый мяч за национальную команду забил 10 августа 2011 года в ворота сборной Дании, также в товарищеском матче.
7 июня 2013 года он забил единственный гол в матче против Хорватии во время квалификации на чемпионат мира 2014 года.
Травма коленной чашечки, которую Снодграсс получил в августе 2014 года, заставила его пропустить всю квалификационную кампанию к Евро-2016. Он был отозван в сборную страны на товарищеский матч против Чехии в марте 2016 года. В первом матче квалификации на чемпионат мира 2018 года Снодграсс сделал хет-трик в ворота сборной Мальты.
16 октября 2019 года Снодграсс завершил карьеру в сборной Шотландии, сыграв за неё 28 матчей и забил 7 голов.

### Голы за сборную
| # | Дата            | Место                               | Соперник | Счёт  | Результат | Турнир                  |
| - | --------------- | ----------------------------------- | -------- | ----- | --------- | ----------------------- |
| 1 | 10 августа 2011 | Хэмпден Парк, Глазго, Шотландия     | Дания    | 2 : 1 | 2 : 1     | товарищеский матч       |
| 2 | 7 июня 2013     | Максимир, Загреб, Хорватия          | Хорватия | 1 : 0 | 1 : 0     | отборочный матч ЧМ 2014 |
| 3 | 15 октября 2013 | Хэмпден Парк, Глазго, Шотландия     | Хорватия | 1 : 0 | 2 : 0     | отборочный матч ЧМ 2014 |
| 4 | 4 сентября 2016 | Национальный стадион, Мдина, Мальта | Мальта   | 1 : 0 | 5 : 1     | отборочный матч ЧМ 2018 |
| 5 | 4 сентября 2016 | Национальный стадион, Мдина, Мальта | Мальта   | 3 : 1 | 5 : 1     | отборочный матч ЧМ 2018 |
| 6 | 4 сентября 2016 | Национальный стадион, Мдина, Мальта | Мальта   | 5 : 1 | 5 : 1     | отборочный матч ЧМ 2018 |
| 7 | 8 октября 2017  | Стожице, Любляна, Словения          | Словения | 2 : 2 | 2 : 2     | отборочный матч ЧМ 2018 |

## Достижения
Командные
«Стерлинг Альбион»
- Победитель плей-офф Первого дивизиона: 2006/07

«Лидс Юнайтед»
- Серебряный призёр Первой лиги: 2009/10

Личные
- Игрок года в составе «Лидс Юнайтед» (2): 2008/09, 2011/12
- Игрок месяца в Первой Лиге (2): август 2009, сентябрь 2009
- Игрок месяца в Чемпионшипе (2): январь 2011, февраль 2011

## Семья
Роберт имеет двух братьев — Стивена и Тони, двух сестер — Мишель и Трэйси, жену Дениз и дочь Сиенну.